# Sacherův dort
Sacherův dort neboli Sacher je originální druh čokoládového dortu s meruňkovou marmeládou a čokoládovou polevou.
Tuto koláčovou směs s čokoládou vytvořil v roce 1832 tehdy šestnáctiletý Franz Sacher ve druhém učňovském ročníku na dvoře knížete Metternicha. Metternich dal příkaz šéfkuchaři, aby připravil nějakou specialitu pro výjimečné hosty. Šéfkuchař byl ale právě nemocný, a tak se rozkaz dostal až k Sacherovi a ten si vymyslel právě tento dort. Jeho syn pak tuto znamenitou pochoutku vylepšil čokoládovou polevou a meruňkovou marmeládou během svých učňovských let u císařského a královského dvorního cukráře Demela. Od té doby je Sacher jednou z nejznámějších kulinářských specialit Vídně. V roce 1876 Eduard Sacher také založil restauraci a Hotel Sacher.
Název Originální Sacherův dort (Original Sacher-Torte) byl registrován vídeňským hotelem Sacher jako firemní označení, receptura dortu je držena v tajnosti. Hotel Sacher se nachází v blízkosti paláce Albertina i naproti Vídeňské státní opery. Další hradní cukrárna Demel na Kohlmarkt, nabízející také dort Sacher, může používat název Pravý Sacher dort – tak po vleklém sporu z let 1954 až 1963 rozhodl vídeňský soud, který prvenství výroby dortu i název přiřkl Franzi Sacherovi.